# Kępiński
Kępiński là một huyện thuộc tỉnh Wielkopolskie của Ba Lan. Huyện có diện tích 608 km². Đến ngày 1 tháng 1 năm 2011, dân số của huyện là 56048 người và mật độ 92 người/km².